# لازارو أرياس مارتينيز
لازارو أرياس مارتينيز (بالإسبانية: Lázaro Arias Martínez)‏ هو سياسي مكسيكي، ولد في 17 ديسمبر 1957 في المكسيك. حزبياً، نشط في الحزب الثوري المؤسساتي. وقد انتخب عضو مجلس النواب المكسيك.